# Leve sitt liv
Leve sitt liv es una película de comedia noruega de 1982 dirigida por Petter Vennerød y Svend Wam. Fue seleccionada como la entrada noruega a la Mejor película en lengua extranjera en la 55.ª edición de los Premios Óscar, pero no fue nominada.

## Reparto
- Wenche Foss como Victoria Lund
- Pål Øverland como Carl
- Arne Estrépito-Hansen como Hilmar
- Monna Tandberg como Beatrice